# Kirta
 (mai 2021).
Si vous disposez d'ouvrages ou d'articles de référence ou si vous connaissez des sites web de qualité traitant du thème abordé ici, merci de compléter l'article en donnant les références utiles à sa vérifiabilité et en les liant à la section « Notes et références ».
Kirta (ou Kéret) est un roi hourrite légendaire. Il serait le fondateur de la dynastie royale de Mitanni mais on n'a retrouvé aucune inscription de cette époque le mentionnant. Il aurait vécu au xve siècle av. J.-C.
Des tablette trouvées à Ougarit narrent dans la Légende de Kéret la fin de la dynastie de ce roi. Toutefois, ces tablettes ont été rédigées bien plus tard par un peuple hostile à Mitanni.
Selon ce texte, tous ses fils meurent et son épouse le quitte. Dans un rêve, le dieu créateur, El, lui enjoint d'appeler à l'aide le dieu de la pluie, Baal, et de trouver une nouvelle épouse. Dans ses recherches, Kirta parvient au sanctuaire de la déesse-mère Ashera. Il promet à celle-ci de lui offrir une statue d'or s'il trouve une épouse. Il en trouve une et en a plusieurs enfants mais oublie sa promesse à Ashera. Celle-ci le punit en l'affectant de faiblesse ; toutefois El vient de nouveau à son secours. Ses enfants sont heureux de le voir régner mais son fils aîné, Yassib, qui a gagné la faveur populaire alors que son père était malade, tente de le renverser. Le texte s'achève par la malédiction que Kirta porte à Yassib.